# Cîteaux
Cîteaux, també coneguda com a Abadia de Cister, és la segona fundació de Sant Robert de Molesme  al municipi de Saint-Nicolas-lès-Cîteaux, al departament de Costa d'Or de la regió de la Borgonya, la qual va batejar com a Novum Monasterium per diferenciar-la de la de Molesme d'on procedia. És aquí on es va originar l'Orde del Cister (l'apel·latiu prové del nom romà de la localitat: Cistercium) de la qual encara avui és la seu central.
En l'actualitat pertany a l'Orde Cistercenc de l'Estricta Observança (una branca del Cister) i té 35 membres, dedicats a treballs artesans i venda al públic dels seus productes (principalment formatges, dolços de mel i caramels).

## La fundació

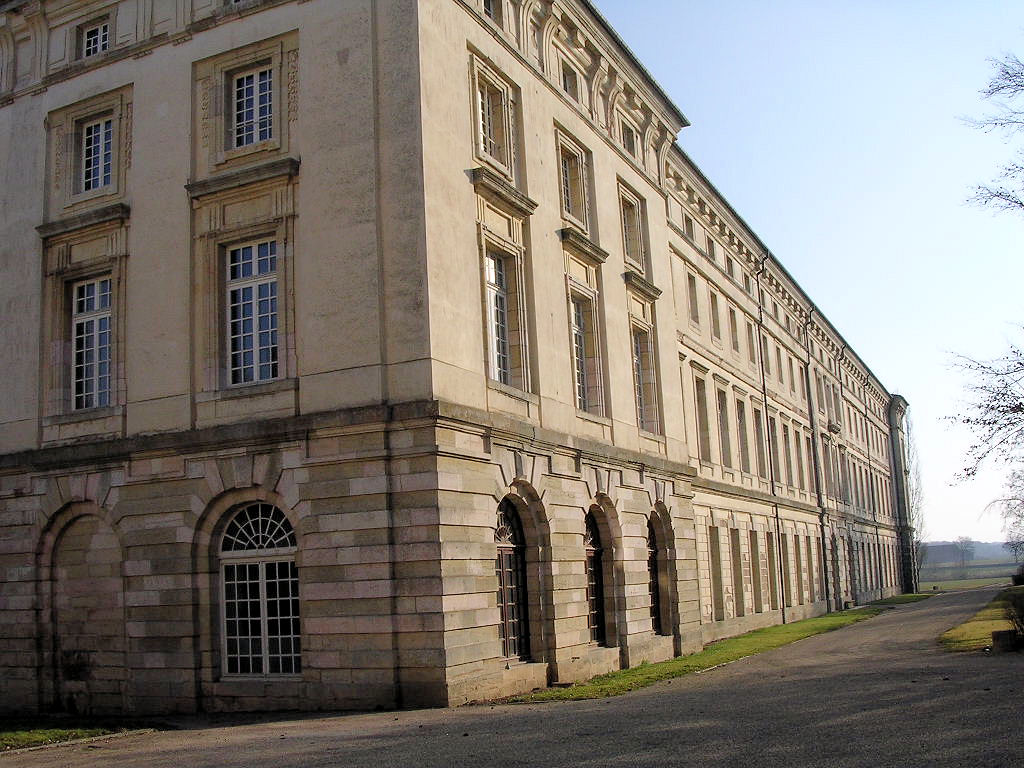
Abadia de Cîteaux. Borgonya

La història de Cister comença el 21 de març de 1098, festivitat de Sant Benet de Núrsia, quan un grup de monjos de l'Abadia de Molesme, que tractaven de seguir més de prop la regla de Sant Benet, sota la direcció de Sant Robert de Molesme, que va esdevenir el primer abat, Sant Alberic, el segon abat, i Sant Stephen Harding el tercer abat, qui va escriure la Carta Caritatis, que descriu l'organització de l'orde.

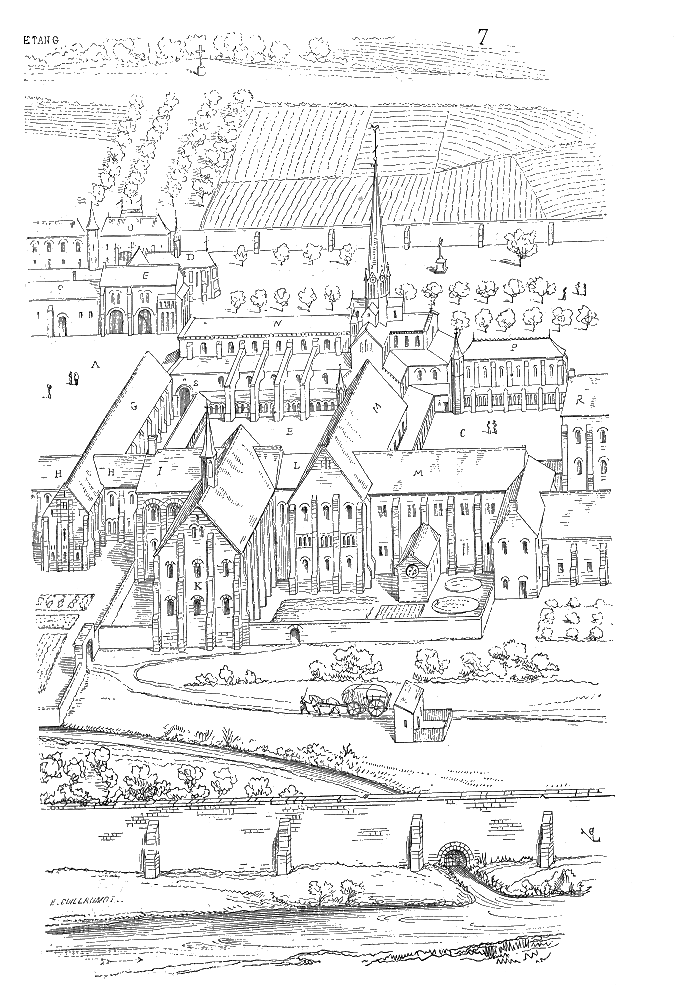
Vista en perspectiva de l'abadia al, extret de Dictionnaire raisonné de l'architecture française du XIe au XVIe siècle. Eugène Viollet-le-Duc, 1856 (gravat).

Bernat de Claravall, un monjo de Cîteaux, el va deixar per fundar l'Abadia de Claravall el 1115, de la qual va ser el primer abat. La seva influència en l'orde cistercenc i més enllà és de primordial importància. Va reiterar la importància de l'estricta observança de la Regla de Sant Benet.
La gran església de l'Abadia de Cîteaux, que es va començar al voltant de 1140, es va completar el 1193. Els ducs de Borgonya posteriorment l'utilitzaren com a lloc d'enterrament dinàstic.
La influència de l'orde cistercenc va créixer molt ràpidament, en gran part pel mateix Sant Bernat, i a principis del segle xiii l'orde tenia més de 500 cases. Cîteaux era llavors un important centre del cristianisme. En 1244, el rei Lluís IX de França (Sant Lluís) i la seva mare, Blanca de Castella van visitar l'abadia.
Durant la Guerra dels Cent Anys el monestir va ser saquejat en 1360 (quan els monjos es van refugiar a Dijon), 1365, 1434 i 1438.
Al principi del segle xvi, l'abadia va ser una forta comunitat de prop de 200 membres. L'abadia va ser colpejada greument per les Guerres de religió a França
Posteriorment, L'abadia va disminuir lentament durant el segle següent. En 1698, l'abadia només comptava amb 72 monjos professos.
El 1791, durant la Revolució Francesa, l'abadia va ser confiscada i venuda pel govern.
El 1898 les restes de l'abadia van ser recomprades i repoblada pels monjos d'altres abadies.